# Jerry Stiller
Gerald Isaac Stiller (Nueva York, 8 de junio de 1927-Nueva York, 11 de mayo de 2020), conocido como Jerry Stiller, fue un actor y comediante estadounidense, padre de los también actores Amy y Ben Stiller.

## Biografía
Stiller nació en Brooklyn en 1927, hijo de Bella Citrin y William Stiller, de ascendencia austriaca y rusa. Cursó sus estudios en la Surprise Lake Camp en Cold Spring, y posteriormente en la Seward Park High School. Obtuvo su título en drama en la Universidad de Siracusa. Debutó ante las cámaras en el año 1956, cuando participó en un episodio de la serie Studio One. A partir de entonces, desarrolló una fructífera carrera, tanto en cine como en televisión.
Durante los años sesenta y los setenta ganó reconocimiento junto a su esposa, Anne Meara, al formar el dúo cómico Stiller and Meara, con el que realizaron presentaciones en varios programas de la época. En la pantalla grande, sus créditos incluyen papeles en thrillers como Pelham 1.2.3, con Walter Matthau, Héctor Elizondo y Dick O'Neill y Aeropuerto 75, en el que trabajó junto a Karen Black, Charlton Heston y George Kennedy; dramas como Seize the day, protagonizado por Robin Williams y Despedida de soltero sangrienta, en el que trabajó junto a Mario Van Peebles y Kevin Dillon; y comedias como Nadine, un amor a prueba de balas, con Jeff Bridges y Kim Basinger, Hairspray, de 1988, y su nueva versión del 2007, Heavyweights, Zoolander, protagonizada por su hijo Ben y Owen Wilson, Infielmente casada, con Matthew Perry y Elizabeth Hurley y La mujer de mis pesadillas, entre otras.
En televisión, es principalmente recordado por haber interpretado a Frank Costanza en Seinfeld, en la que estuvo entre 1993 y 1998, y por el papel de Arthur Spooner en El rey de Queens, entre 1998 y 2007. Otros de los programas en los que trabajó fueron Joe and Sons, Vacaciones en el mar, Tattingers, L.A. Law, Homicide: Life on the Street, La ley y el orden, Sex and the City y Mercy, y también se lo pudo ver en telefilmes como Madame X, The Other Woman, The Hustler of Money, Tracey Takes on New York, Hooves of Fire, y Ice Dreams.

### Fallecimiento
Falleció a los 92 años el 11 de mayo de 2020. Su fallecimiento fue anunciado por su hijo Ben a través de Twitter, con la siguiente frase: «Me entristece decir que mi padre, Jerry Stiller, falleció por causas naturales. Fue un gran padre y abuelo, y el esposo más dedicado a Anne durante 62 años. Le extrañaremos mucho. Te quiero, papá».

## Filmografía
- Lovers and Other Strangers (1970) como Jim (padre de Carol) (no acreditado).
- La captura del Pelham 1-2-3 (1974) como el teniente Rico Patrone
- Aeropuerto 75 (1974) como Sam.
- Nasty Habits (1977) como sacerdote de relaciones públicas
- Those Lips, Those Eyes (1980) como Mr. Shoemaker
- Madame X (1981) (TV).
- The McGuffin (1985) como Marty.
- Seize the Day (1986) como el doctor Tamkin
- Hot Pursuit (1987) como Victor Honeywell.
- Nadine (1987) como Raymond Escobar.
- Hairspray (1988) como Wilbur Turnblad.
- That's Adequate (1989) como Sid Lane.
- Little Vegcomo (1990) como Sam.
- Sweet 15 (1990) como Waterman.
- Freefall (1992) como el padre de Emily.
- Highway to Hell (1992) como el agente de guardia en comisaría.
- Seinfeld (1993-1998) como Frank Costanza.
- The Pickle (1993) como Phil Hirsch.
- Heavyweights (1995) como Harvey Bushkin.
- The King of Queens (1998-2007) como Arthur Spooner.
- Camp Stories (1997) como Schlomo.
- Stag (1997) como Ted.
- The Deli (1997) como Petey Cheesecake.
- The Suburbans (1999) como Speedo Silverburg.
- A Fish in the Bathtub (1999) como Sam.
- Secret of the Andes (1999) como Dr. Golfisch
- The Independent (2000) como Monty Fineman.
- My 5 Wives (2000) como Don Giovanni.
- Chump Change (2001) como el coronel.
- Zoolander (2001) como Maury Ballstein.
- On the Line (2001) como Nathan.
- Serving Sara (2002) como Milton el poli.
- Teacher's Pet (2004) (voz) como Pretty Boy.
- The Lion King 1½ (2004) (voz) (directamente a DVD) como el tío Max.
- Hairspray (2007) como Mr. Pinky
- The Heartbreak Kid (2007) como el padre de Eddie